# استان کابو دلگادو
کابو دلگادو (پرتغالی: província de Cabo Delgado) شمالی‌ترین استان واقع‌در موزامبیک است. مساحت استان کابو دلگادو ۸۲٬۶۲۵ کیلومتر مربع است و در سال ۲۰۱۷ میلادی، ۲٬۳۳۳٬۲۷۸ نفر جمعیت داشته است.